# Lita Spena
Ángela Aba Spena, más conocida como Lita Spena (Buenos Aires, 4 de octubre de 1904 - Buenos Aires, 6 de febrero de 1989) fue una compositora, pianista, intérprete y profesora argentina que utilizó melodías folclóricas argentinas en sus composiciones. Fue una de las primeras compositoras profesionales argentinas con una importante trayectoria durante la primera mitad del siglo xx.

### Biografía
Lita Spena nació el 4 de octubre de 1904 en Buenos Aires en el seno de una familia de músicos. Su madre era música, y su padre fue el compositor Lorenzo Spena, quien había emigrado a la Argentina desde Nápoles (Italia) en 1901. Allí, su padre fundó en 1907 el Conservatorio Clementi y compuso al menos dos óperas.
Spena estudió música con sus padres de niña y luego asistió al Conservatorio Nacional Superior de Música Argentina, donde posteriormente impartió clases. Entre sus alumnos se encontraban Rubén Ferrero y Waldo de los Ríos. En 1929, fundó y comenzó a actuar con el Trío Argentino junto con Celia Torrá en violín y Blanca Cattoi en violonchelo.
Utilizó temas de canciones folclóricas argentinas en sus composiciones. Compuso canciones basadas en textos de Germán Berdiales, Alfredo R. Bufano, Julia Crespo, André Gide, Horacio Guillén, Jorge Jantus, Carlos Mingo y Juan Vignale. Sus composiciones incluyeron obras para piano, como Preludios, Sonata obras para teatro, como Pinocho (a partir de la historia de Carlo Collodi) vocales, como 30 canciones infantiles Canciones de Jujuy Canciones desde Tulumaya y Canciones de amor.
Falleció el 6 de febrero de 1989 en la ciudad de Buenos Aires.